# Odprto prvenstvo Avstralije 1984
Odprto prvenstvo Avstralije 1984 je teniški turnir, ki je potekal med 26. novembrom in 9. decembrom 1984 v Melbournu.

## Moški posamično
Mats Wilander :  Kevin Curren 6–7(5–7), 6–4, 7–6(7–3), 6–2

## Ženske posamično
Chris Evert-Lloyd :  Helena Suková 6–7(4–7), 6–1, 6–3

## Moške dvojice
Mark Edmondson /  Sherwood Stewart :  Joakim Nyström /  Mats Wilander 6–2, 6–2, 7–5

## Ženske dvojice
Martina Navratilova /  Pam Shriver :  Claudia Kohde-Kilsch /  Helena Sukova 6–3, 6–4